# Zeuxine papillosa
Zeuxine papillosa är en orkidéart som beskrevs av Cedric Errol Carr. Zeuxine papillosa ingår i släktet Zeuxine och familjen orkidéer. Inga underarter finns listade i Catalogue of Life.